# Dacia Solenza
De Dacia Solenza is een automodel in de compacte middenklasse dat werd geproduceerd door de Roemeense autofabrikant Dacia van 2003 tot 2005.

## Geschiedenis
De Solenza werd in 2003 gelanceerd en was een herziene versie van de Dacia SupeRNova, die op zijn beurt een herziene Dacia Nova was. De Solenza deelde de motor, versnellingsbak en verschillende interieurdelen met de tweede generatie Renault Clio. Hij was verkrijgbaar met een 1,4 liter benzine- of een 1,9 liter dieselmotor. De Solenza was de eerste Dacia die verkrijgbaar was met een dieselmotor.
De Solenza werd aangeboden in vijf uitrustingsniveaus: "Europa", "Confort", "Rapsodie", "Clima" en "Scala". De laatste was de meest luxueuze versie, de uitrusting omvatte airconditioning, stuurbekrachtiging, lichtmetalen velgen, bestuurdersairbag, elektrische raambediening, een CD-speler en vele andere zaken die voor het eerst op een Dacia beschikbaar waren. De airconditioning was niet verkrijgbaar in combinatie met de dieselmotor zodat de topversie van de dieselreeks werd aangeduid als "Avantage". De basisuitvoering Europa werd voorgesteld in 2004 en had geen getinte ruiten, gespoten bumpers en stootlijsten opzij.
De auto werd in de hoogste versie van het model verkocht voor een prijs van rond de € 6.000. Het antiblokkeersysteem was niet beschikbaar. De productie van de Solenza is gestopt in maart 2005, waarna de Dacia Logan haar plaats innam. 

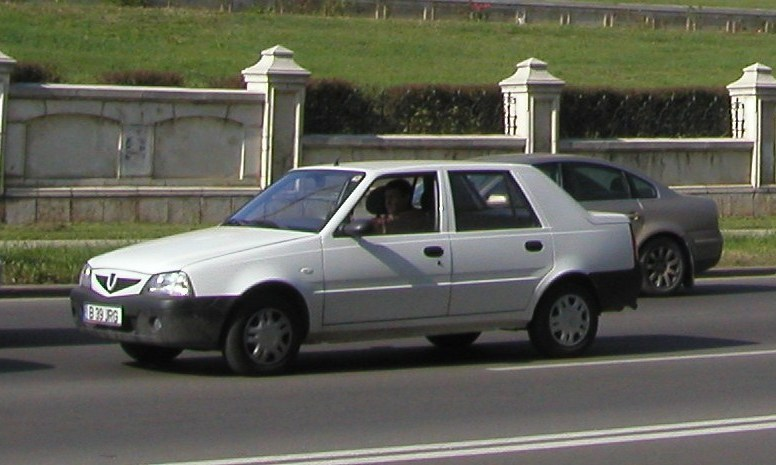
Solenza Europa
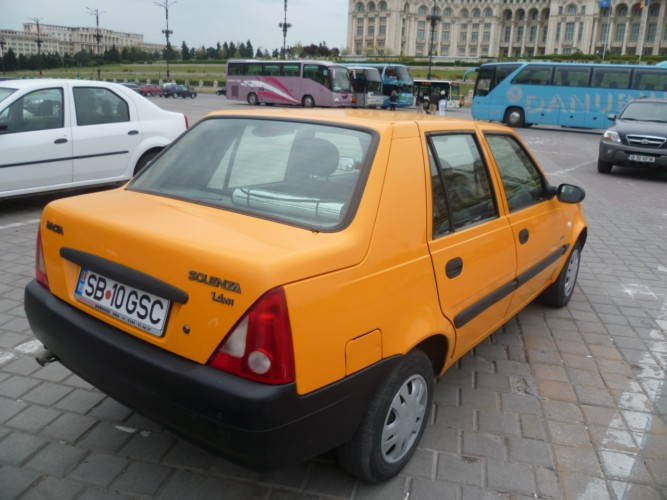
Solenza Confort
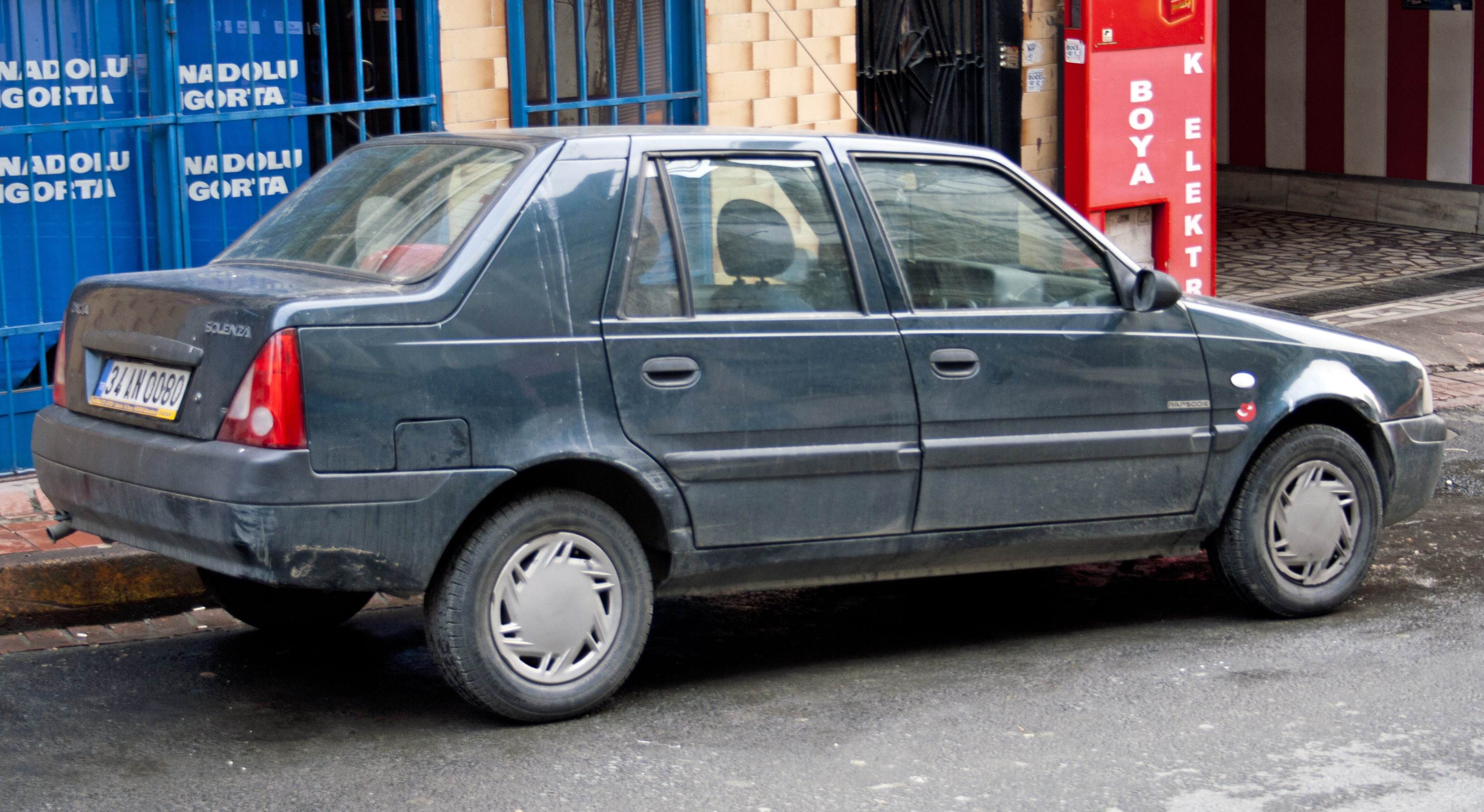
Solenza Rapsodie
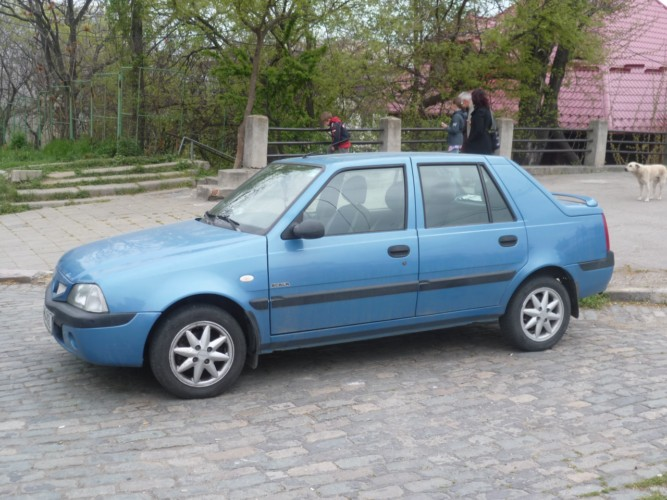
Solenza Scala

In productie:
Duster ·
Jogger ·
Logan ·
Sandero ·
Spring

Niet meer geproduceerd:
500 ·
1100 ·
1210 ·
1300 ·
1302 ·
1304 ·
1305 ·
1307 ·
1309 ·
1310 ·
1320 ·
1325 ·
1410 ·
1410 Sport ·
2000 ·
Dokker ·
Lodgy ·
Nova ·
Solenza ·
SupeRNova